# Perlamantispa pusilla
Perlamantispa pusilla là một loài côn trùng trong họ Mantispidae thuộc bộ Neuroptera. Loài này được Pallas miêu tả năm 1772.